# المنوار (العدين)

تعديل مصدري - تعديل

المنوار محلة تابعة لقرية الاشبوط، التابعة لعزلة جبل بحري بمديرية العدين إحدى مديريات محافظة إب في الجمهورية اليمنية.، بلغ تعداد سكانها 32 حسب تعداد اليمن لعام 2004.